# Metaphidippus texanus
Metaphidippus texanus är en spindelart som först beskrevs av Banks 1904.  Metaphidippus texanus ingår i släktet Metaphidippus och familjen hoppspindlar. Inga underarter finns listade i Catalogue of Life.